# Довереникът на дамите
„Довереникът на дамите“ (на френски: Le Confident de ces dames) е комедия от 1959 година на режисьора Жан Бойер с участието на Фернандел, Уго Тоняци и Силва Кошчина, копродукция на Франция и Италия.

## Сюжет
Внимание:  Текстът по-долу разкрива сюжета на произведението (или части от него)!
След смъртта на доктор Лофал грижите за хората в провинциалното градче Фигароло поема местния ветеринар Джулиано Гоберти (Фернандел). Нещата за самоукия лекар се усложняват когато пристига доктор Мария Бонифачи (Силва Кошчина), която трябва да заеме овакантения лекарски пост. За да докаже себе си, Гоберти започва да лекува хората по нетрадиционни начини и успява да постигне истинско чудо, след като успява да изправи на крака лежащо болна графиня чрез добра храна и физическа култура. Новината за чудото е разпространена от един римски журналист и към Фигароло започват да се стичат тълпи от тежко болни хора, търсейки изцеление. За да прикрият незаконната практика на ветеринаря, те водят със себе си домашните си любимци. Накрая смелият Джулиано успява да съблазни истинската лекарка и двамата вдигат сватба.

## В ролите
| Актьор          | Роля                                                   |
| --------------- | ------------------------------------------------------ |
| Фернандел       | Джулиано Гоберти, ветеринаря                           |
| Уго Тоняци      | виконт Чезаре де Корте Бианка, племенника на графинята |
| Силва Кошчина   | Мария Бонифачи, лекарката                              |
| Денис Грей      | графиня Корте Бианка                                   |
| Мемо Каротенуто | Антоан, хотелиера                                      |
| Брайс Валори    | Люсиен                                                 |
| Карло Кампанини | професора                                              |
| Лаурета Мазиеро | Соня, пациентката                                      |
| Аролдо Тиери    | журналиста                                             |
| Каприс Шантал   | Барбара Уилсън                                         |
| Пина Галини     | Клементин, помощничката на Гоберти                     |
| Диди Съливан    | Керъл Крейни                                           |
| Лауро Гацоло    | председателя на общността                              |
| Марко Тули      | военния                                                |

## Продукция
Снимките на филма протичат от 9 февруари до 14 март 1959 година в италианското филмово студио „Титанус“.